# Tekno Ingeniørsæt
Tekno Ingeniørsæt er et legetøjs-byggesæt med metaldele, fremstillet fra 1934 af fabrikken Tekno "Dansk Legetøjs Industri", København. 
Med hver æske fulgte der en byggevejledning. Nogle af modellerne kunne tilkobles en motor, således at man f.eks. kunne få vingerne på en mølle til at dreje rundt. De mere komplicerede byggesæt kunne være en elektrisk kraftstation, eller en kran med elektriske kredsløb, fem omskiftere og  seks motorer. Samlesættene gav også mange muligheder for at konstruere egne modeller.
Produktionen af byggesættet begyndte i fabrikant A. Siegumfeldts villakælder i 1934 under yderst beskedne forhold. Tekno Ingeniørsæt blev fremstillet i betydelig kraftigere materiale, med fire gange så mange huller og med et sortiment, der ikke tidligere var kendt og endelig i en kvalitet og finish, der var andre byggesæt langt overlegen.
Citat fra et Tekno samlesæt katalog: “Tekno er ikke legetøj for små børn. Kun for børn, der er nået så langt, at de kan læse og begynde at forstå en tegning, har TEKNO værdi, men så er der heller ingen grænser for TEKNO´s værdi”.
Efter fabrikant A. Siegumfeldts død i 1967, overtog datteren Esther Siegumfeldt den daglige ledelse af firmaet. Hun forsøgte at drive Tekno videre i faderens ånd, men på grund af økonomiske og driftsmæssige vanskeligheder valgte hun at sælge firmaet i 1970 til firmaet Algrema-Tekno i Hjørring. Efter at fabrikken gik konkurs i 1972, blev ingeniørsættet forsøgt fortsat fremstillet af det hollandske firma AP Teknik, men skruer og aksler havde 3 mm. gevind, så de passede ikke sammen med det gamle Tekno Ingeniørsæt.